# SN 2006hi
SN 2006hi – supernowa typu Ia odkryta 17 września 2006 roku w galaktyce A012346+0049. W momencie odkrycia miała maksymalną jasność 23,00m.